# Afatinib
Afatinib denominación Común Internacional (DCI); nombre comercial en Estados Unidos: [Gilotrif] y en Europa Giotrif, previamente Tomtovok® y Tovok®. Este medicamento aprobado en numerosos países para el tratamiento del carcinoma pulmonar no microcítico metastásico (mutación EGFR positivo). Afatinib ha sido desarrollado por [Boehringer Ingelheim] y es un inhibidor irreversible de los siguientes receptores de tirosina quinasa: receptor del factor de crecimiento epidérmico (EGFR, ErbB-1 o HER 1), erbB-2 (HER2) y ErbB-4.

## Indicaciones terapéuticas
Afatinib está aprobado para el tratamiento del carcinoma pulmonar no microcítico (CPNM). No obstante, existe evidencia creciente de que podría ser igualmente utilizado para tratar otros tipos de cánceres. Para saber más acerca de los diferentes tipos de cáncer de pulmón y sus terapias.
En marzo de 2010 comenzó un ensayo clínico de este fármaco en fase III en pacientes con CPNM, llamado  Lux-Lung 5. En otoño de 2010, los resultados preliminares del ensayo clínico Lux-Lung 1 sugerían que la supervivencia libre de progresión gracias al tratamiento con afatinib era del triple en comparación con el placebo; mientras que la supervivencia global era la misma.
En enero de 2015 un ensayo clínico en fase III (Lux-Lung 3), en pacientes con CPNM tratados con afatinib o quimioterapia de cisplatino sugería que la esperanza de vida de los pacientes con estadio IV de CPNM con mutación del EGFR (del 19, L858R) se veía aumentada en aquellos pacientes tratados con afatinib (33 meses frente a 21 meses en los pacientes tratados con quimioterapia de cisplatino).

## Efectos adversos
Efectos adversos identificados y frecuencia de los mismos:
| Muy comunes (> 10% de frecuencia):   |                                                |
| · Diarrea (>90%)                     | · Erupción/dermatitis acneiforme               |
| · Estomatitis                        | · Paroniquia                                   |
| · Disminución del apetito            | · Hemorragia nasal                             |
| · Prurito                            | · Piel seca                                    |
|                                      |                                                |
| Comunes (1-10% de frecuencia):       |                                                |
| · Deshidratación                     | · Alteraciones del gusto                       |
| · Queilitis                          | · Fiebre                                       |
| · Conjuntivitis                      | · Aumento de la alanina aminotransferasa ALT   |
| · Espasmos musculares                | · Deterioro y/o insuficiencia renal            |
| · Sequedad de ojos                   | · Congestión nasal                             |
| · Cistitis                           | · Aumento de la aspartato aminotransferasa AST |
| · Eritrodisestesia palmo-plantar     | · Disminución de potasio en la sangre          |
|                                      |                                                |
| Poco comunes (0,1-1% de frecuencia): |                                                |
| · Queratitis                         | · Enfermedad pulmonar intersticial             |

## Mecanismo de acción
Al igual que los fármacos lapatinib y neratinib; afatinib es un inhibidor de las proteínas tirosina quinasas, que inhibe de forma irreversible a EGFR, HER2 y ErbB-4. Afatinib además de inhibir los mismos tipos de mutación del EGFR que los inhibidores de primera generación (erlotinib o gefitinib), también es activo frente a otros tipos de mutaciones que no responden a dichas terapias. Debido a su actividad adicional contra HER2, este fármaco está siendo investigado para tratar el cáncer de mama, y otros tipos de cáncer que involucran a EGFR y HER2 y ErbB-4.